# Towarzystwo Sportowe Podbeskidzie Bielsko-Biała
Il Towarzystwo Sportowe Podbeskidzie Bielsko-Biała (polacco per Società sportiva Podbeskidzie Bielsko-Biała) è una società calcistica polacca con sede a Bielsko-Biała. Milita nella II liga, la terza divisione del campionato polacco di calcio.

## Storia
Fu fondato l'11 luglio 1997 con il nome BBTS Ceramed Komorowice, anche se le sue origini risalgono a novant'anni prima, quando nella città di Bielitz, all'epoca parte dell'Impero austro-ungarico, fu costituito il Bielitzer Fussball Klub. Nel 1911 fu ridenominato Bielitz-Bialaer Sport Verein e dal 1920 la città divenne nota come Bielsko e passò alla Polonia. Nel 1936 la squadra cambiò il proprio nome tedesco, divenendo Bielsko-Bialskie Towarzystwo Sportowe Bielsko . 
Nel 1968 il club inglobò il KS Włókniarz (fondato nel 1911). Dalla fusione di questi due club con il DKS Komorowice, fondato nel 1995, nacque nel 1997 il Towarzystwo Sportowe Podbeskidzie Bielsko-Biała. Tra le squadre coinvolte nello scandalo di corruzione del 2007 che investì il calcio polacco, subì 6 punti di penalizzazione da scontare nella stagione agonistica 2007-2008. Dal 2011 al 2016 la squadra militò nella massima serie polacca, la Ekstraklasa, prima di retrocedere in I liga.
Nel 2019-2020 ha riottenuto la promozione in massima serie.

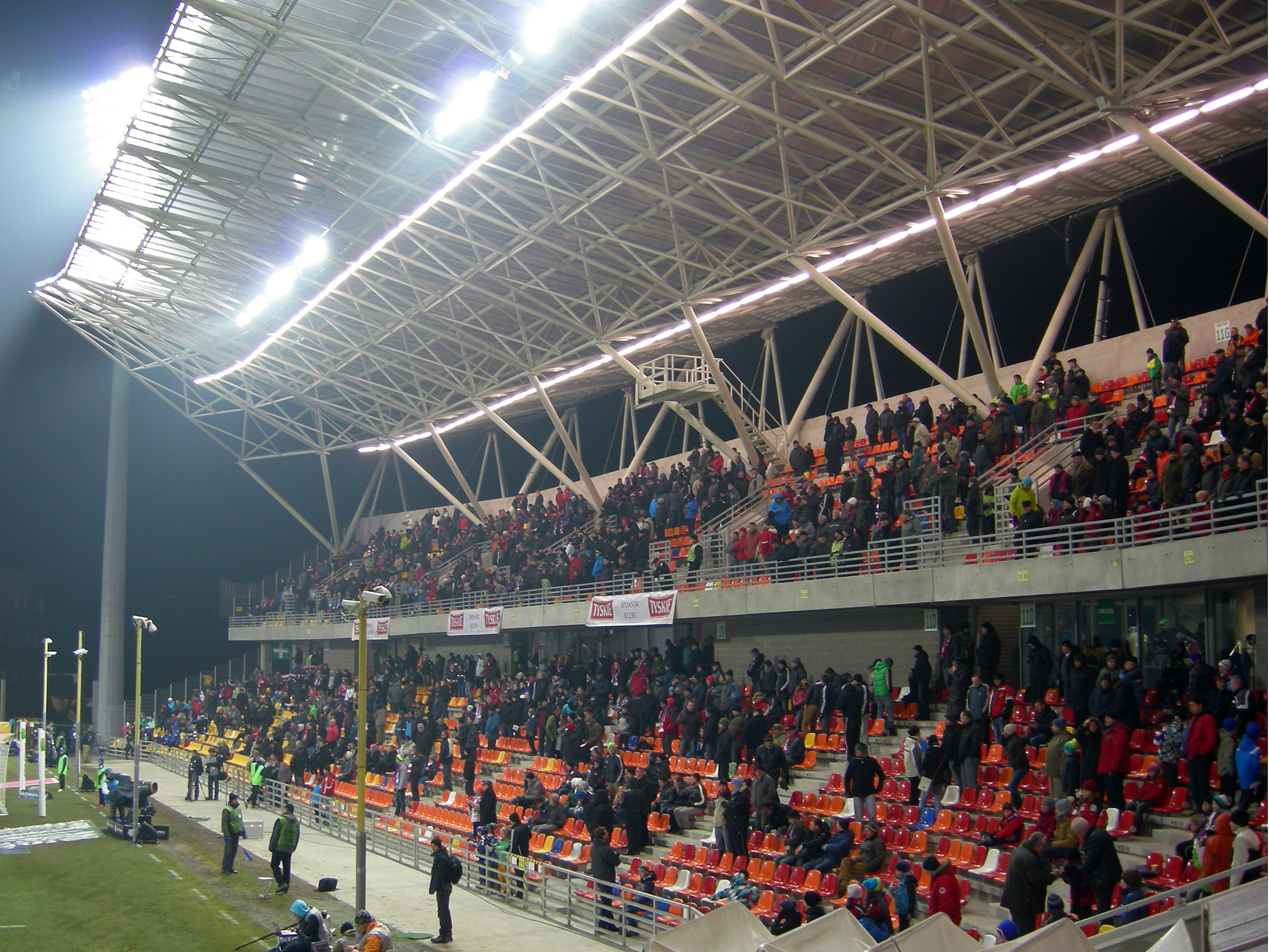
Stadion Miejski

## Organico

### Rosa 2023-2024
Aggiornata al 6 febbraio 2024.
| N. |                        | Ruolo | Calciatore        |
| -- | ---------------------- | ----- | ----------------- |
| 1  | Slovacchia (bandiera)  | P     | Martin Polaček    |
| 2  | Polonia (bandiera)     | D     | Filip Modelski    |
| 4  | Serbia (bandiera)      | D     | Milan Rundić      |
| 5  | Polonia (bandiera)     | D     | Michał Batelt     |
| 6  | Polonia (bandiera)     | C     | Tomasz Nowak      |
| 7  | Polonia (bandiera)     | A     | Bartosz Bida      |
| 8  | Polonia (bandiera)     | A     | Karol Danielak    |
| 9  | Polonia (bandiera)     | A     | Kamil Biliński    |
| 10 | Paesi Bassi (bandiera) | C     | Desley Ubbink     |
| 11 | Polonia (bandiera)     | A     | Łukasz Sierpina   |
| 13 | Polonia (bandiera)     | P     | Rafał Leszczyński |
| 15 | Polonia (bandiera)     | C     | Jakub Bieroński   |
| 16 | Polonia (bandiera)     | D     | Szymon Mroczko    |
| 17 | Polonia (bandiera)     | C     | Mateusz Marzec    |
| 19 | Polonia (bandiera)     | C     | Michał Rzuchowski |

| N. |                       | Ruolo | Calciatore            |
| -- | --------------------- | ----- | --------------------- |
| 20 | Ucraina (bandiera)    | D     | Dmytro Bašlaj         |
| 21 | Ungheria (bandiera)   | C     | Gergő Kocsis          |
| 22 | Polonia (bandiera)    | D     | Kacper Gach           |
| 24 | Polonia (bandiera)    | C     | Maksymilian Sitek     |
| 27 | Polonia (bandiera)    | C     | Konrad Sieracki       |
| 32 | Ucraina (bandiera)    | C     | Serhij Mjakuško       |
| 33 | Polonia (bandiera)    | P     | Arkadiusz Leszczyński |
| 40 | Slovacchia (bandiera) | P     | Michal Peškovič       |
| 44 | Polonia (bandiera)    | C     | Dominik Frelek        |
| 50 | Polonia (bandiera)    | C     | Maksymilian Sitek     |
| 77 | Polonia (bandiera)    | C     | Konrad Gutowski       |
| 95 | Croazia (bandiera)    | A     | Marko Roginić         |
|    | Polonia (bandiera)    | D     | Rafał Janicki         |
|    | Croazia (bandiera)    | D     | Petar Mamić           |
|    | Polonia (bandiera)    | D     | Szymon Stasik         |

## Palmarès

### Altri piazzamenti
- Coppa di Polonia:

Semifinalista: 2010-2011, 2014-2015
- Campionato polacco di seconda divisione:

Secondo posto: 2010-2011, 2019-2020